# Richard Bandler
Richard Wayne Bandler (nascido em 1950) é um escritor, consultor e palestrante estadunidense na área de autoajuda . Com John Grinder, ele fundou a abordagem de programação neurolinguística (PNL) para psicoterapia na década de 1970. A abordagem é considerada pseudociência .   

## Infância e educação
Richard Wayne Bandler nasceu em Teaneck, Nova Jersey e estudou no ensino médio em Sunnyvale, Califórnia.:24 Afirma que quando criança batiam nele com tanta violência em casa que todos os ossos de seu corpo foram quebrados. Depois que seus pais se separaram passou a morar com sua mãe na maior parte do tempo em São Francisco e arredores.   Bandler se graduou em filosofia e psicologia pela Universidade da Califórnia, Santa Cruz (UCSC) em 1973, e realizou um mestrado em psicologia pelo Lone Mountain College em São Francisco em 1975.  :24–25

## Programação neurolinguística
Enquanto estudante na UCSC, Bandler liderou um grupo de psicoterapia da forma (Gestalt). John Grinder, um professor da Universidade, disse a Bandler que ele poderia explicar quase todas as perguntas e comentários que Bandler fez usando gramática gerativa. Juntos, eles criaram o que chamaram de um grupo de treinamento de terapeutas. Esta foi a base para seu primeiro livro, A Estutura da Magia (1975). Bandler e Grinder afirmam ter posteriormente codificado alguns dos modelos fundamentais para a programação neurolinguística, em parte estudando os métodos de Milton Erickson e Virginia Satir.  

## Publicações
- Bandler, Richard; Grinder, John (1975a). The Structure of Magic I: A Book About Language and Therapy. Palo Alto, CA: Science & Behavior Books. ISBN 0-8314-0044-7
- Grinder, John; Bandler, Richard (1975b). Patterns of the Hypnotic Techniques of Milton H. Erickson, M.D. I. Cupertino, CA: Meta Publications[Falta ISBN]
- Bandler, Richard; Grinder, John (1976a). The Structure of Magic II: A Book About Communication and Change. Palo Alto, CA: Science & Behavior Books. ISBN 0-8314-0049-8
- Bandler, Richard; Grinder, John; Satir, Virginia (1976b). Changing with Families: A Book About Further Education for Being Human. I. Palo Alto, CA: Science & Behavior Books. ISBN 0-8314-0051-X
- Grinder, John; Bandler, Richard; DeLozier, Judith (1977). Patterns of the Hypnotic Techniques of Milton H. Erickson, M.D. II. Cupertino, CA: Meta Publications[Falta ISBN]
- Grinder, John; Bandler, Richard (1979). Frogs into Princes: Neuro Linguistic Programming. Moab, UT: Real People Press. ISBN 0-911226-19-2 Verifique o valor de |url-access=registration (ajuda)
- Grinder, John; Bandler, Richard (1981).  Andreas, Connirae, ed. Trance-Formations: Neuro-Linguistic Programming and the Structure of Hypnosis. Moab, UT: Real People Press. ISBN 0-911226-23-0
- Grinder, John; Bandler, Richard (1982). Reframing: Neurolinguistic programming and the transformation of meaning. Moab, UT: Real People Press. ISBN 0-911226-25-7
- Bandler, Richard (1985). Using Your Brain for a Change. [S.l.]: Real People Press. ISBN 0-911226-27-3
- Bandler, Richard; MacDonald, Will (1988). An Insider's Guide To Sub-Modalities. [S.l.]: Meta Publications. ISBN 0-916990-22-2
- Bandler, Richard (1992). Magic in Action. [S.l.]: Meta Publications. ISBN 0-916990-14-1
- Bandler, Richard (1993). Time for a Change. [S.l.]: Meta Publications. ISBN 0-916990-28-1
- Bandler, Richard (1993). The Adventures of Anybody. [S.l.]: Meta Publications. ISBN 0-916990-29-X
- Bandler, Richard; La Valle, John (1996). Persuasion Engineering. [S.l.]: Meta Publications. ISBN 978-0-916990-36-7
- Bandler, Richard (2008). Get The Life You Want: The Secrets to Quick and Lasting Life Change with Neuro-Linguistic Programming. [S.l.]: HCi. ISBN 978-0-7573-0776-8
- Bandler, Richard (2008). Richard Bandler's Guide to Trance-formation: How to harness the power of hypnosis to ignite effortless and lasting change. [S.l.]: HCi. ISBN 978-0-7573-0777-5 Verifique o valor de |url-access=registration (ajuda)
- Bandler, Richard; Fitzpatrick, Owen (2009). Conversations with Richard Bandler: Two NLP Masters Reveal the Secrets to Successful Living (Freedom Is Everything and Love Is All the Rest). [S.l.]: Health Communications. ISBN 978-0-9551353-0-9
- Bandler, Richard; Thomson, Garner (2011). The Secrets of Being Happy: The Technology of Hope, Health, and Harmony. [S.l.]: IM Press. ISBN 978-0-9827804-0-4
- Bandler, Richard; Roberti, Alessio; Fitzpatrick, Owen (2013). The Ultimate Introduction to NLP: How to build a successful life. [S.l.]: HarperCollins. ISBN 978-0-00-749741-6
- Bandler, Richard; Fitzpatrick, Owen; Roberti, Alessio (2014). How to Take Charge of Your Life: The User's Guide to NLP. [S.l.]: HarperCollins. ISBN 978-0-00-755593-2
- Bandler, Richard; Benson, Kate (2016). Teaching Excellence. [S.l.]: Bandler Benson Publications. ISBN 978-0-9956406-0-3
- Bandler, Richard; Bradstock, Glenda; Fitzpatrick, Owen (2019). Thinking on Purpose, a 15 Day Plan to a Smarter Life. [S.l.]: New Thinking Publications. ISBN 978-0-9987167-3-2

1. ↑  Colman, Andrew M. (2015). A Dictionary of Psychology. [S.l.]: Oxford University Press. ISBN 978-0-19-105784-7
2. ↑  Thyer, Bruce A.; Pignotti, Monica G. (2015). Science and Pseudoscience in Social Work Practice. [S.l.]: Springer Publishing Company. pp. 56–57, 165–167. ISBN 978-0-8261-7769-8
3. ↑  Sharpley, Christopher F. (1 January 1987). «Research findings on neurolinguistic programming: Nonsupportive data or an untestable theory?». Journal of Counseling Psychology. 34 (1): 103–107. doi:10.1037/0022-0167.34.1.103 Verifique data em: |data= (ajuda)
4. ↑  Witkowski, Tomasz (1 January 2010). «Thirty-Five Years of Research on Neuro-Linguistic Programming. NLP Research Data Base. State of the Art or Pseudoscientific Decoration?». Polish Psychological Bulletin. 41 (2). doi:10.2478/v10059-010-0008-0 Verifique data em: |data= (ajuda)
5. 1 2  Clancy, Frank (February–March 1989). «The Bandler Method». Mother Jones. ISSN 0362-8841 Verifique data em: |data= (ajuda)
6. ↑  "Richard Bandler. Where were you born?" no YouTube
7. ↑  «Richard bandler self hypnosis» (PDF)
8. ↑  Niepelt, Dirk (31 de outubro de 2021). «Richard Bandler and John Grinder's "The Structure of Magic" | Dirk Niepelt» (em inglês). Consultado em 3 de julho de 2025
9. ↑  Grinder, John; Bostic St. Clair, Carmen (2001). Whispering in the Wind. [S.l.]: C&J Enterprises
10. ↑  Schiff, Jacqui Lee (1 de janeiro de 1978). «Book Review: The Structure of Magic». Transactional Analysis Journal (em inglês). doi:10.1177/036215377800800113 Verifique o valor de |url-access=subscription (ajuda)